# William Zabka

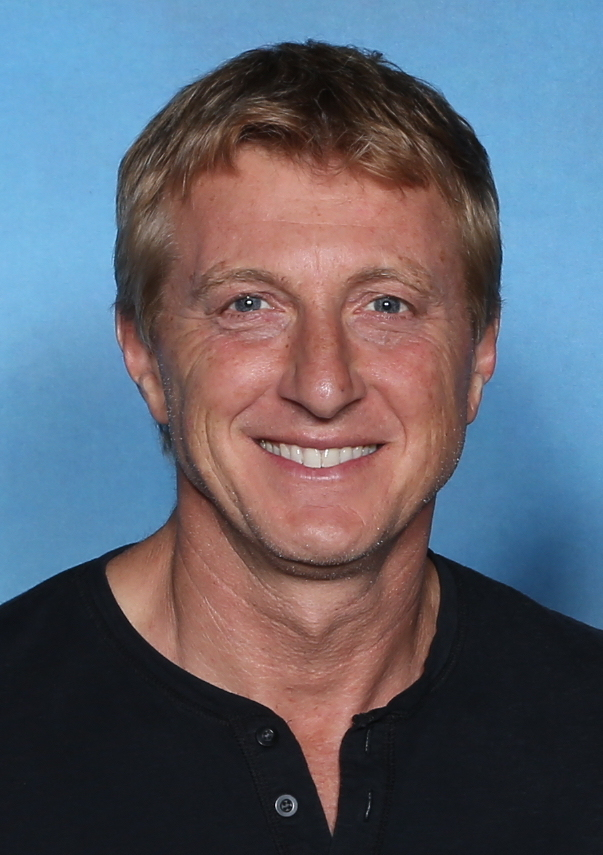
William Zabka (2019)

William Michael „Billy“ Zabka (* 20. Oktober 1965 in New York City) ist ein US-amerikanischer Schauspieler. Bekannt wurde er vor allem durch seine Rolle als Gegenspieler von Ralph Macchio in Karate Kid und als Darsteller in der Fernsehserie Der Equalizer.

## Karriere
William Zabkas Karriere begann als Darsteller in Werbespots. Über seinen Agenten bekam er ein Vorsprechen für die Rolle des Johnny Lawrence im Film Karate Kid. Obwohl er zu diesem Zeitpunkt kein Karate konnte, bekam er die Rolle. Mit Pat Johnson trainierte er dann, um die Grundtechniken zu lernen. Für seine Darstellung wurde er für den Young Artist Award nominiert, verlor jedoch gegen Anthony Michael Hall in Das darf man nur als Erwachsener.
In den 1980ern spielte er meistens Rollen in Filmkomödien, die dem Klischee des jugendlichen Schlägers, den er in Karate Kid verkörperte, entsprachen: Mach’s noch mal, Dad, Hilfe, die Amis kommen und Als Junge ist sie spitze. Von 1985 bis 1989 spielte er außerdem eine tragende Rolle in der Fernsehserie Der Equalizer.
In den 1990ern kehrte er für die Rolle des Ruben in Shootfighter und der Fortsetzung Shootfighter 2 zurück ins Martial-Arts-Genre. Ansonsten spielte er viele Rollen in B-Filmen wie Python, Power Man – Der Ring der Macht und Alien Interceptors. 2004 war er zusammen mit Bobby Garabedian als Produzent des Kurzfilms Most für den Oscar nominiert.
2007 durfte er für das Musikvideo zu Sweep the Leg der No More Kings seine Rolle als Johnny Lawrence persiflieren.
2013 hatte er einen Gastauftritt als er selbst in Folge 22 der 8. Staffel der Serie How I Met Your Mother, weitere Auftritte folgten in Folge 4 („The Broken Code“), Folge 5 („The Poker Game“), Folge 10 („Mom and Dad“), Folge 20 („Daisy“), Folge 21 („Gary Blauman“) und Folge 22 („The End of the Aisle“) der 9. Staffel.
2018 übernahm er in der Serie Cobra Kai erneut die Rolle des Johnny Lawrence aus dem ersten Karate-Kid-Film.
Familie
Zabka ist seit 2008 verheiratet. Das Ehepaar hat 2 Kinder.

## Filmografie (Auswahl)
- 1984: Karate Kid (The Karate Kid)
- 1985: Als Junge ist sie spitze (Just One of the Guys)
- 1986: Hilfe, die Amis kommen (National Lampoon’s European Vacation)
- 1986: Mach’s noch mal, Dad (Back to School)
- 1986: Karate Kid II – Entscheidung in Okinawa (The Karate Kid Part 2)
- 1986: Schatzsuche in den Tiefen des Atlantiks (Dreams of Gold: The Mel Fisher Story, Fernsehfilm)
- 1988: A Tiger’s Tale
- 1989: Karate Kid III – Die letzte Entscheidung (The Karate Kid Part 3)
- 1985–1989: Der Equalizer (The Equalizer, Fernsehserie)
- 1992: Shootfighter (Shootfighter: Fight to the Death)
- 1995: Power Man – Der Ring der Macht (The Power Within)
- 1996: Ritter der Zeit (To the Ends of Time, Fernsehfilm)
- 1997: High Voltage – Tödliche Bande (High Voltage)
- 1999: Alien Interceptors (Interceptors)
- 2000: Falcon Down – Todesflug ins Eismeer (Falcon Down)
- 2000: Python – Lautlos kommt der Tod (Python, Fernsehfilm)
- 2001: Mindstorm
- 2002: Gale Force – Die 10-Millionen-Dollar-Falle (Gale Force)
- 2002: Air Race (Hyper Sonic)
- 2002: Python 2
- 2002: Dark Descent
- 2003: Most (Kurzfilm, als Produzent und Drehbuchautor)
- 2007: Smiley Face
- 2010: Hot Tub – Der Whirlpool … ist ’ne verdammte Zeitmaschine! (Hot Tub Time Machine)
- 2013–2014: How I Met Your Mother (Fernsehserie, 7 Folgen)
- 2014: Psych (Fernsehserie, Folge 8x09)
- 2015: Gortimer Gibbon – Mein Leben in der Normal Street (Gortimer Gibbon’s Life on Normal Street, Fernsehserie, Folge 2x09)
- 2015: Ein Hund rettet den Sommer (The Dog Who Saved The Summer, Fernsehfilm)
- 2018–2025: Cobra Kai (Fernsehserie, 65 Folgen)
- 2025: Karate Kid: Legends